# 長幡部神社 (上里町)
長幡部神社（ながはたべじんじゃ）は、埼玉県児玉郡上里町長浜の神流川沿いにある神社。祭神は天羽槌雄命。武蔵国賀美郡の延喜式内「長幡部神社」、旧社格は村社。

## 由緒
創祀年代は不詳。神社の由緒では高度な機織り技術を持った渡来系氏族が、神流川南岸の字宮の西的場西に機織りの神「天羽槌雄命」を守護神として祀ったことが起源とされている 。「長幡」とは絹織物の一種「絁」（あしぎぬ）、社名の「長幡部」はそれを織る技術者集団「長幡部氏」を示す。なお、「長幡部氏」の出自について、『古事記』では本巣国造（三野前国造）の祖・神大根王とされ、「麻殖氏系譜并家領記」では天羽槌雄命が祖神とされる。日本古来の長幡部氏とは別に、延暦4年（785年）6月に戦乱を避けるために朝鮮半島の帯方郡から阿智王と共に渡来してきた「七姓漢人」のうち皀（こう）姓の氏族も存在する。
天永元年（1110年）に神流川の氾濫により社地が流されたため、字宮の西的場から現在の大字長浜に遷座した。
天正10年（1582年）6月には、武蔵国賀美郡が織田信長の家臣の滝川一益と北条氏政ら北条軍の「神流川の戦い」で戦場となった。兵火により社殿や古文書が焼失した。
江戸時代には、丹生神を土神・水神・火神・金神・木神に見立てたことから、「五所宮」と呼ばれていた。
明治5年には、社名を「長幡五社宮」から現在の「長幡部神社」へ復称した。

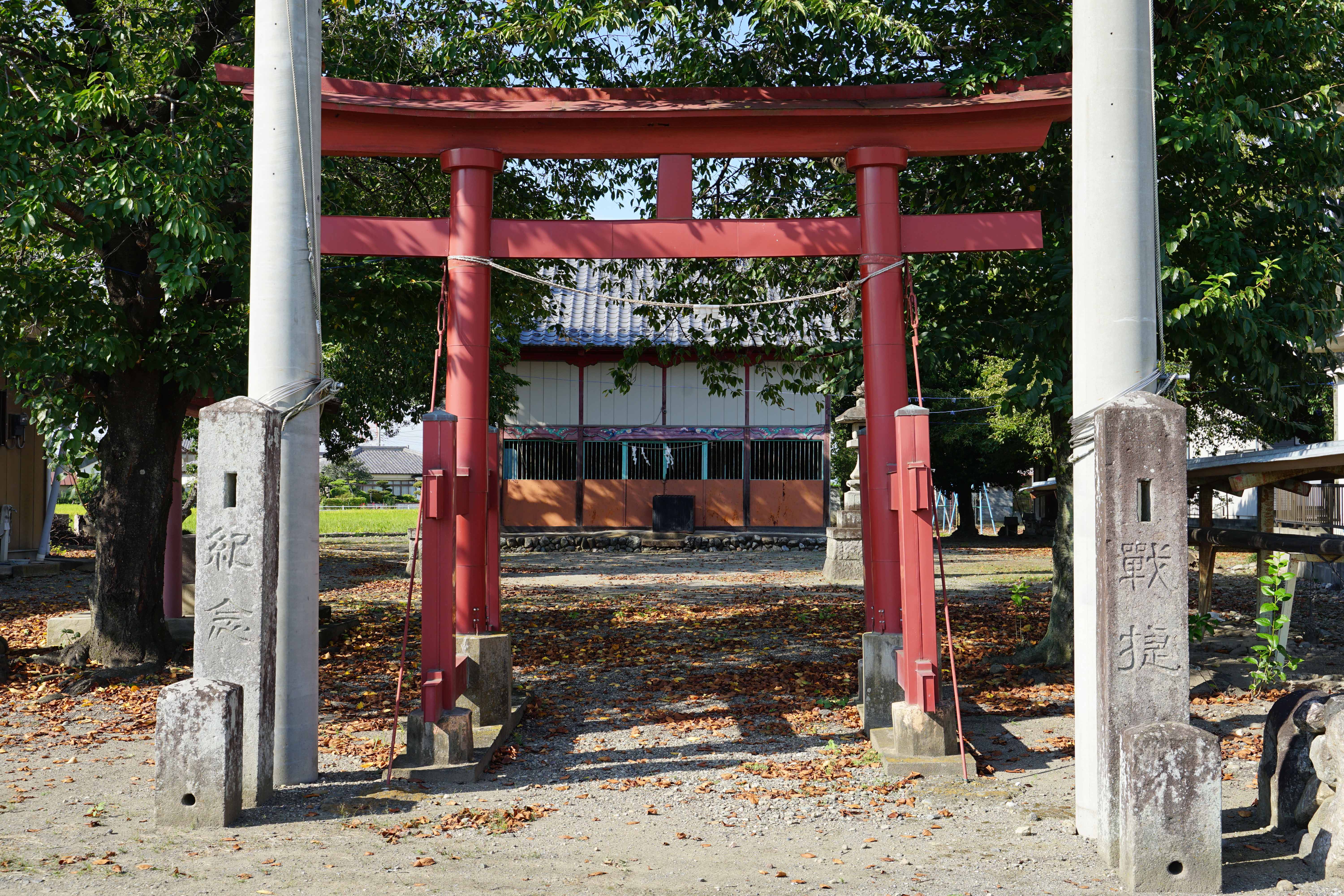
鳥居
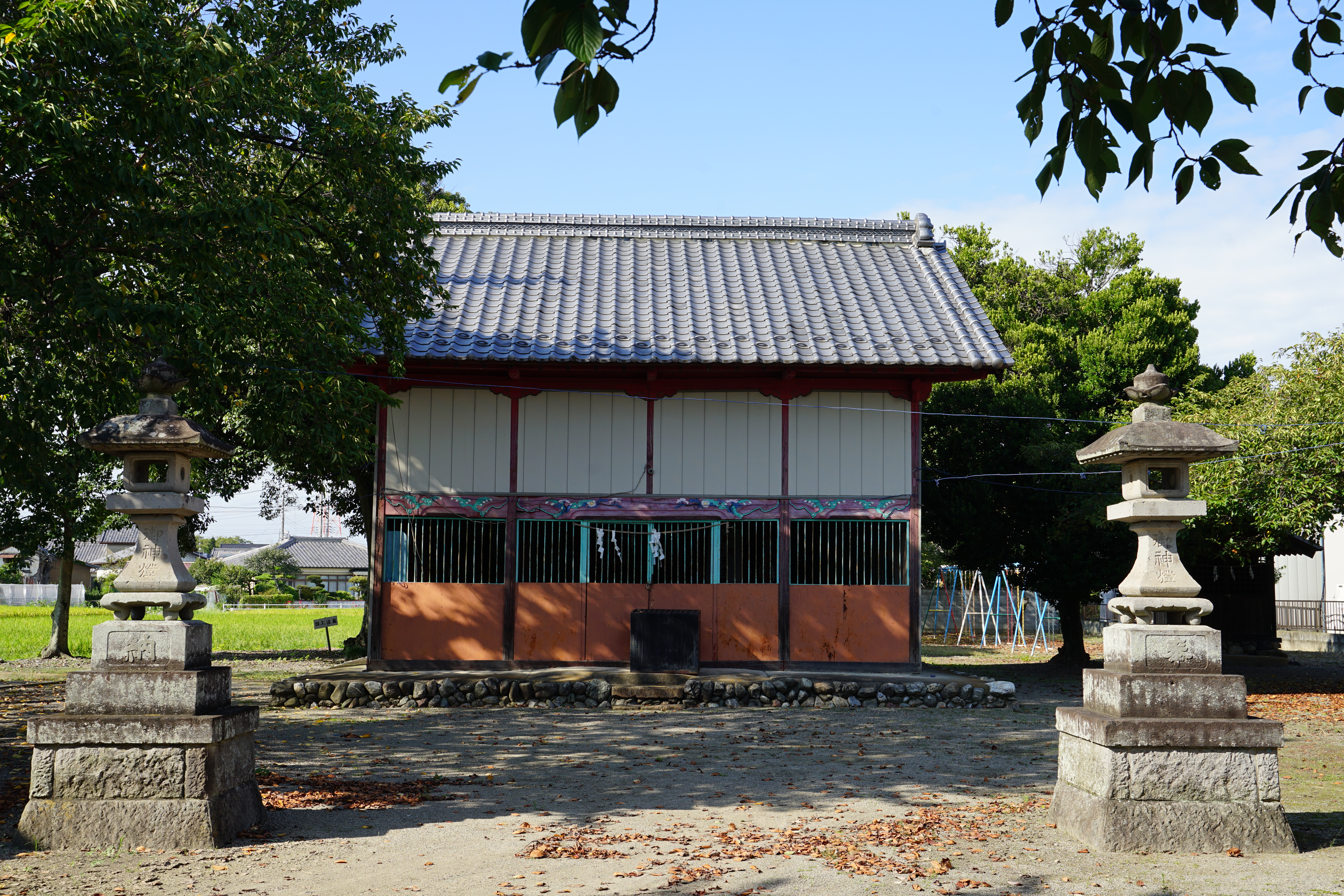
拝殿

社格
- 明治5年（1872年） - 村社
- 大正4年（1915年）3月12日 - 神饌幣畠料供進社

## 境内社
明治より前に合祀された。
- 久保 稲荷神社[5]

明治41年に合祀した。「皇大神社」は昭和21年（1946年）に住民の強い要望から旧地の久保へ戻された。
- 久保 皇大神社  （祭神）大日孁貴命[5]
- 字宮 丹生社
- 字宮 稲荷社

字宮 丹生社の末社

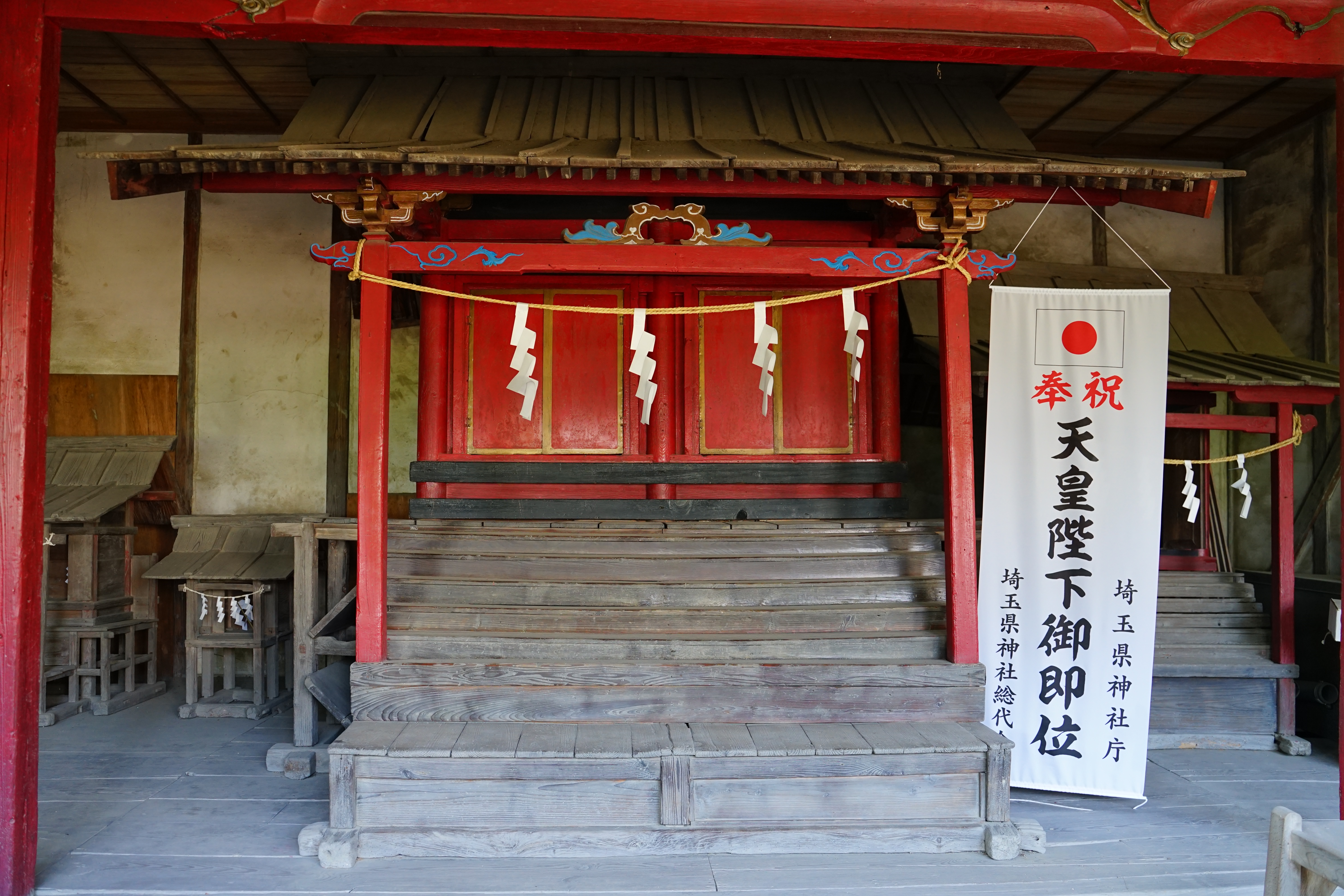
本殿
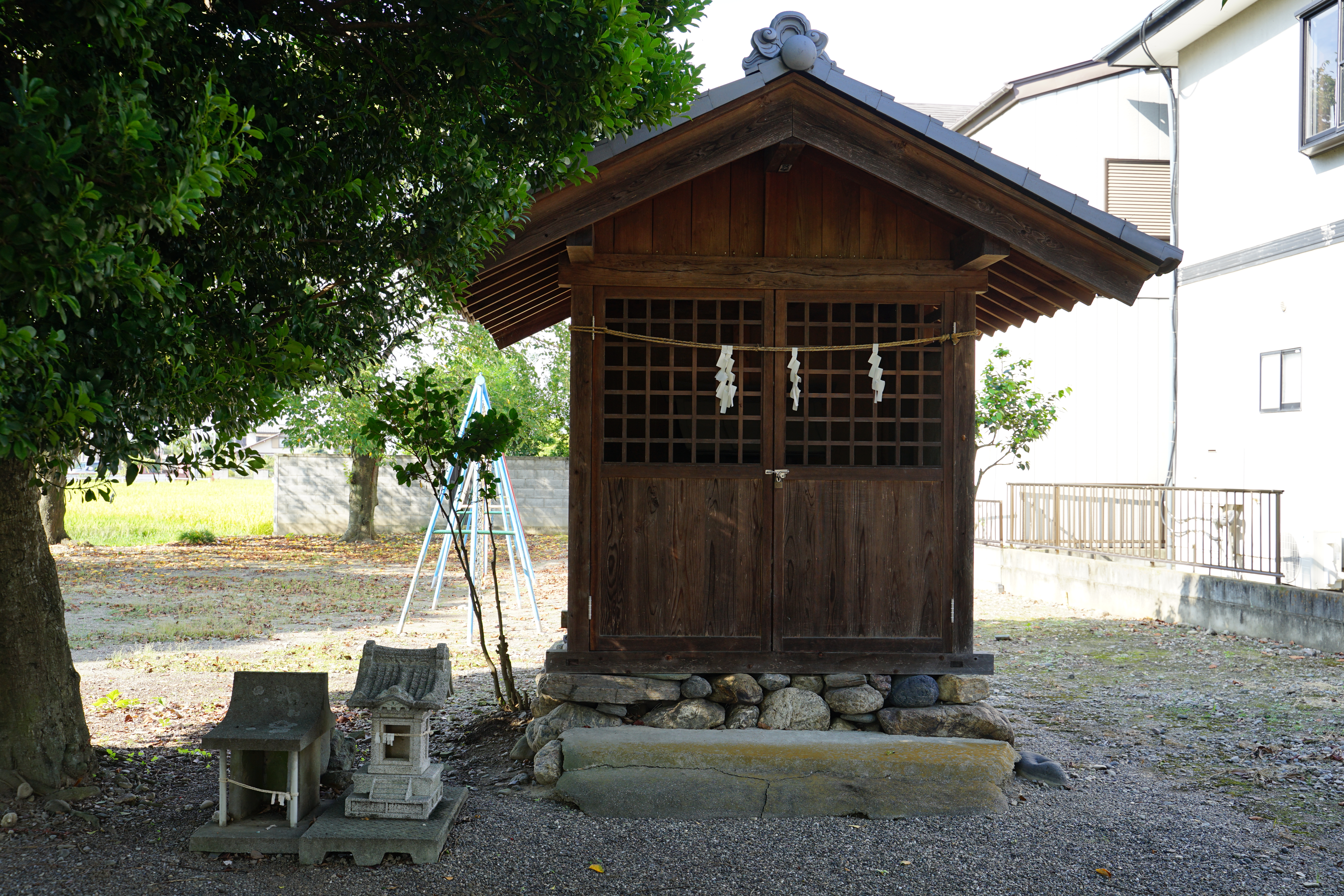
稲荷社

## 行事
- 春祭り（3月19日）[1]
- 秋祭り（10月19日）[1]

## 交通
- JR高崎線神保原駅よりバス停「西原町」から上里町バスこむぎっち号（南部ルート）「ウニクス」行に乗車。終点「南五明公会堂」下車徒歩15分。
- JR高崎線本庄駅から朝日バス「神泉総合支所」行に乗車。「三町」下車徒歩30分
- JR八高線丹荘駅から朝日バス「本庄駅南口」行に乗車。「三町」下車徒歩30分